# کلبرسون لوئیز مارکز
کلبرسون لوئیز مارکز (به پرتغالی: Cleberson Luis Marques) مهاجم اهل برزیل است که در شهر Orlândia و در تاریخ ۴ ژوئیهٔ ۱۹۸۴ به دنیا آمده‌است.
کلبرسون لوئیز مارکز در تیم‌های فوتبال União São João، پورتو، Tokushima Vortis، Bragantino، باشگاه فوتبال سان خوزه، Brasil de Pelotas، Comercial-SP سابقهٔ حضور دارد.